# Maratona aquática no Campeonato Mundial de Esportes Aquáticos de 2022 - 25 km masculino
Os 25 km da maratona aquática masculina é um dos eventos do Campeonato Mundial de Esportes Aquáticos de 2022 que foi realizado no dia 30 de junho de 2022, em Budapeste, na Hungria. 

## Calendário
Horário local (UTC+2).
| Fase  | Data        | Hora  |
| ----- | ----------- | ----- |
| Final | 30 de junho | 07:00 |

## Medalhistas
| Ouro               | Prata              | Bronze             |
| Dario Verani (ITA) | Axel Reymond (FRA) | Péter Gálicz (HUN) |

## Resultados
A prova foi realizada no dia 30 de junho às 07:00. 
| Pos.              | Nadador               | Nacionalidade      | Tempo     |
| ----------------- | --------------------- | ------------------ | --------- |
| Medalha de ouro   | Dario Verani          | Itália             | 5:02:21.5 |
| Medalha de prata  | Axel Reymond          | França             | 5:02:22.7 |
| Medalha de bronze | Péter Gálicz          | Hungria            | 5:02:35.4 |
| 4                 | Marcel Schouten       | Países Baixos      | 5:02:46.7 |
| 5                 | Kyle Lee              | Austrália          | 5:02:48.5 |
| 6                 | Lars Bottelier        | Países Baixos      | 5:02:51.6 |
| 7                 | Matteo Furlan         | Itália             | 5:02:53.8 |
| 8                 | Ákos Kalmár           | Hungria            | 5:03:52.1 |
| 9                 | Cho Cheng-chi         | Taipé Chinesa      | 5:04:18.7 |
| 10                | Alberto Martínez      | Espanha            | 5:04:22.5 |
| 11                | Andreas Waschburger   | Alemanha           | 5:04:47.8 |
| 12                | Simon Lamar           | Estados Unidos     | 5:06:15.3 |
| 13                | Ben Langner           | Alemanha           | 5:06:19.1 |
| 14                | Taishin Minamide      | Japão              | 5:09:26.1 |
| 15                | Asterios Daldogiannis | Grécia             | 5:09:26.3 |
| 16                | Bailey Armstrong      | Austrália          | 5:09:40.3 |
| 17                | Evgenij Pop Acev      | Macedônia do Norte | 5:13:52.8 |
| 18                | Zhang Jinhou          | China              | 5:14:04.7 |
| 19                | Sacha Velly           | França             | 5:20:42.3 |
| 20                | Vitaliy Khudyakov     | Cazaquistão        | 5:23:10.4 |
| –                 | Franco Cassini        | Argentina          | DNF       |
| –                 | Elliot Sodemann       | Suécia             | DNF       |
| –                 | Joey Tepper           | Estados Unidos     | DNF       |
| –                 | Bruce Almeida         | Brasil             | DNF       |
| –                 | Maximiliano Paccot    | Uruguai            | DNF       |
| –                 | Daniel Delgadillo     | México             | DNS       |